# Antonio Ramis
Antonio Ramis y Ramis (Mahón, isla de Menorca, 29 de abril de 1771 — Mahón, 17 de febrero de 1840) fue un historiador, epigrafista y numismático español, hermano del historiador, escritor y poeta Juan Ramis (1746 - 1819), del jurista y traductor Pedro Ramis (1748 - 1816), del médico Bartolomé Ramis (1751-1837) y del agrónomo José Ramis (1766-1821). 

## Biografía
Era hijo del abogado Bartolomé Ramis y Serra (1730-1788) y de Catalina Ramis y Calafat, parientes en segundo grado y cuya familia era una de las más antiguas de Inca. Recibió, como sus demás hermanos, todos ilustres eruditos, una esmerada educación, doctorándose en ambos Derechos, civil y canónico, en la Universidad de Palma (31-X-1793). Tras ejercer la abogacía, fue nombrado asesor de la baylía el 24 de abril de 1802. Dado su profundo interés por la Historia, ingresó como socio correspondiente en la Real Academia de la Historia el 31 de diciembre de 1819. Fue además miembro de la Sociedad Económica Mallorquina, de la de Sociedad de Anticuarios de Francia y de la Sociedad Filomática de los Pirineos Orientales. Como su hermano Juan Ramis inició las investigaciones históricas en Menorca, revelándose en especial como un notable numismático; a la muerte de su hermano heredó sus papeles y prosiguió y amplió los trabajos que este había empezado. Escribió una veintena de obras, el más importante de los cuales es Noticias relativas a la Isla de Menorca (1826-38), en seis cuadernos.

## Obras
- Observaciones que para rectificación de los abusos que se notan en la talla vecinal de Mallorca propone... (Mahón, 1820).
- Suplemento a la obra: Serie cronológica de los gobernadores de Menorca, Inscripción copiada de una plancha de bronce que se encontró en 1821 en las cercanías de Constantina en la Regencia de Argel,  Mahón, Imprenta de Pedro Antonio Serra, 1822.
- Descripción del monetario del difunto Dr. D. Juan Ramis y Ramis; 1824.
- Noticia de las pestes de Menorca, Mahón: Imprenta de Pedro Serra, 1824.
- Noticias relativas a la isla de Menorca, Mahón: Imprenta de Serra, 1826-1829, seis cuadernos en cuarto.
- Ensayo sobre algunas inscripciones y otros puntos de antigüedades, 1828.
- Manifiesto que hace al público la ciudad de Mahón sobre ser la capital de Menorca, en refutación de lo que se lee en el suplemento al diccionario geográfico-estadístico de España y Portugal. Mahón, Imprenta de Pedro Antonio Serra, 1830.
- Fortificaciones antiguas de Menorca, Mahón, Imprenta de Pedro Antonio Serra, 1832.
- Idea del antiguo directorio o libro de los Bailes y Amostazenes de la isla y suplemento al Pariatje, Mahón: Imprenta de Pedro Antonio Serra, 1832.
- Memoria sobre el Real Patrimonio de Menorca y una moneda del rey don Alonso relativa a ella, Mahón: Imprenta de Pedro Antonio Serra, 1832.
- Inscripciones relativas a Menorca y noticia de varios monumentos descubiertos en ella, Mahón: Imprenta de Pedro Antonio Serra, 1833
- Ilustraciones a una inscripción romana descubierta en la isla de Ibiza (1836)
- Disertación sobre unas monedas atribuidas a la antigua Ebusus, 1839.
- Prontuario alfabético de los privilegios, usos y noticias más interesantes de Menorca, manuscrito.